# Ermistu järv
Ermistu järv är en sjö i Estland.   Den ligger i landskapet Pärnumaa, i den sydvästra delen av landet, 130 km söder om huvudstaden Tallinn. Ermistu järv ligger 19 meter över havet. Arean är 4,1 kvadratkilometer. I omgivningarna runt Ermistu järv växer i huvudsak blandskog. Den sträcker sig 4,3 kilometer i nord-sydlig riktning, och 2,3 kilometer i öst-västlig riktning.